# Chicago XXXII
Chicago XXXII: Stone of Sisyphus is een studioalbum van de Amerikaanse muziekgroep Chicago. De subtitel van het album bleek een voorspelling van de gang van zaken rond dit album. Als de band denkt dat het album gereed is, wordt uitgave tegengehouden; ze konden opnieuw de studio in, zie Sisyphos.

## Geschiedenis
Het muziekalbum had de beoogde opvolger moeten worden van Twenty 1, dat in de ogen van de bandleden veel te commercieel klonk. De bandleden, en zeker de blazerssectie, wilden meer terug naar de begintijden van de band, toen de jazz-invloeden beter vertegenwoordigd waren. Als producer werd ingeschakeld Peter Wolf, destijds bekend van zijn werk met onder meer Frank Zappa. Het platenlabel van de band Warner Music zag er wat in en gaf Chicago na het horen van drie opgenomen tracks de vrije hand. Toen het album eenmaal af was en Chicago haar kindje (zoals Lamm het noemde) inleverde was de top van Warner gewijzigd. Men zag helemaal niets in het album, wilde het wel uitbrengen maar geen enkele promotie verrichten voor het album. Het album dat oorspronkelijk op 22 maart 1994 uitgebracht zou worden, kwam op de plank te liggen. De band was dermate kwaad, dat het contract met Warner direct werd opgezegd.
Een andere versie van het verhaal is dat Warner een uitgave wilde verzorgen van de oudere albums van de band, het management van de band kwam er met Warner niet uit en zo kwam het nieuwe album op de plank te liggen.
Alhoewel niet uitgebracht, begon het album aan een tocht langs obscure wegen. Er kwamen opnamen op allerlei illegale wijzen vrij waaronder internet. De geruchten wakkerden de wens tot een uitgave aan. Af en toe kwam er een bootlegversie uit en verschenen composities op verzamelalbums, maar het totale album bleef uit.
Zo werd in de aanloop naar het album The Pull al eens uitgevoerd (9 juli 1993, Greek Theatre, Los Angeles) en verscheen Bigger Than Elvis op een verzamelaar Overtime. Let’s Take a Lifetime verscheen op een Europese verzamelaar The Very Best of Chicago (1995). In Japan verschenen vijf tracks op wederom een verzamelalbum, The Heart of Chicago (1997 en 1998).
In 2003 vond er een kleine opleving plaats van de muziek van de band. Het label Rhino Records gaf (bijna) albums opnieuw uit en in dat kader kwamen Stone of Sisyphus, All the Years en Bigger Than Elvis terecht op The Box.

## Andere albums
Een aantal tracks kwam terecht op soloalbums van band leden:
- All the Years op Lamm’s Life is good in my neighborhood
- Proud of Our Blindness op Champlins Through It All (1995)
- Mah-Jong op Scheffs soloalbum Chauncy uit 1997; Mah-Jong is een track die niet zou misstaan op een album van Steely Dan.

## 2008
In 2008 volgde dan uiteindelijke de officiële release van het album als nummer XXXII in de reeks van genummerde albums. De compositie van Pankow en Bailey Get on This, dat op het originele album zou verschenen, verscheen niet op deze uitgave; redenen werden niet gegeven. Het bleef dus rommelen rond dit album. Get It On is inmiddels een gezocht item.

## Musici
- Robert Lamm – keyboards, zang
- Walter Parazaider – dwarsfluit, saxofoon, zang
- Lee Loughnane – trompet, flugelhorn, zang
- James Pankow – trombone, zang, blaasarrangementen
- Bill Champlin - keyboards, gitaar, zang
- Jason Scheff – basgitaar, zang
- Dawayne Bailey - gitaar, lead guitar (Bigger Than Elvis and Stone of Sisyphus), zang, blaasarrangement Stone of Sisyphus
- Tris Imboden – slagwerk, harmonica

met
- Bruce Gaitsch - gitaar
- The Jordanaires - zang Bigger Than Elvis
- Sheldon Reynolds - gitaar
- Jerry Scheff – basgitaar op Bigger Than Elvis
- Joseph Williams van Toto - zang Let's Take A Lifetime
- Peter Wolf – keyboards en arrangementen

## Composities
1. Stone of Sisyphus (Loughnane, Bailey) – 4:11
2. Bigger Than Elvis (Jason Scheff,Peter Wolf, Ina Wolf) – 4:31
3. All the Years (Lamm, Gaitsch) – 4:16
4. Mah-Jong (Scheff, Brock Walsh, Aaron Zigman) – 4:42
5. Sleeping in the Middle of the Bed (Lamm, John McCurry) – 4:45
6. Let's Take a Lifetime (Scheff, Walsh, Zigman) – 4:56
7. The Pull (Lamm, Scheff, P. Wolf) – 4:17
8. Here with Me (Candle for the Dark) (Pankow, Lamm, Greg O'Connor) – 4:11
9. Plaid (Champlin, Lamm, Greg Mathieson) – 4:59
10. Cry for the Lost (Champlin, Dennis Matkowsky) – 5:18
11. The Show Must Go On (Champlin, Gaitsch) – 5:25

### Bonustracks
1. Love Is Forever (Demo) (Pankow, Lamm) – 4:14
2. Mah-Jong (Demo) (Scheff, Walsh, Zigman) – 4:59
3. Let's Take a Lifetime (Demo) (Scheff, Walsh, Zigman) – 4:15
4. Stone of Sisyphus (No Rhythm Loop) (Loughnane, Bailey) – 4:35

All the Years bevat een verwijzing naar het eerste album van de band Chicago Transit Authority; de opnamen van The Whole World is Watching komen ook op dat album voor in de track Prologue.

## opnamen
Het album is opgenomen in de Embassy Studios in Simi Valley, Californië in 1993; The Jordanaires werden opgenomen in Nashville (Tennessee).

## Bron
- Engelstalige Wikipedia
- Album